# Jelena Jangfeldt
Jelena Jangfeldt, född 8 juni 1948 i Moskva, är en rysk skådespelare.

## Filmografi
- 1979 – Linus eller Tegelhusets hemlighet
- 1994 – Ingen som du
- 1995 – Alfred
- 1995 – Snoken (TV-serie)
- 1999 – S:t Mikael (TV-serie)
- 2000 – Judith (TV-serie)